# Mittag

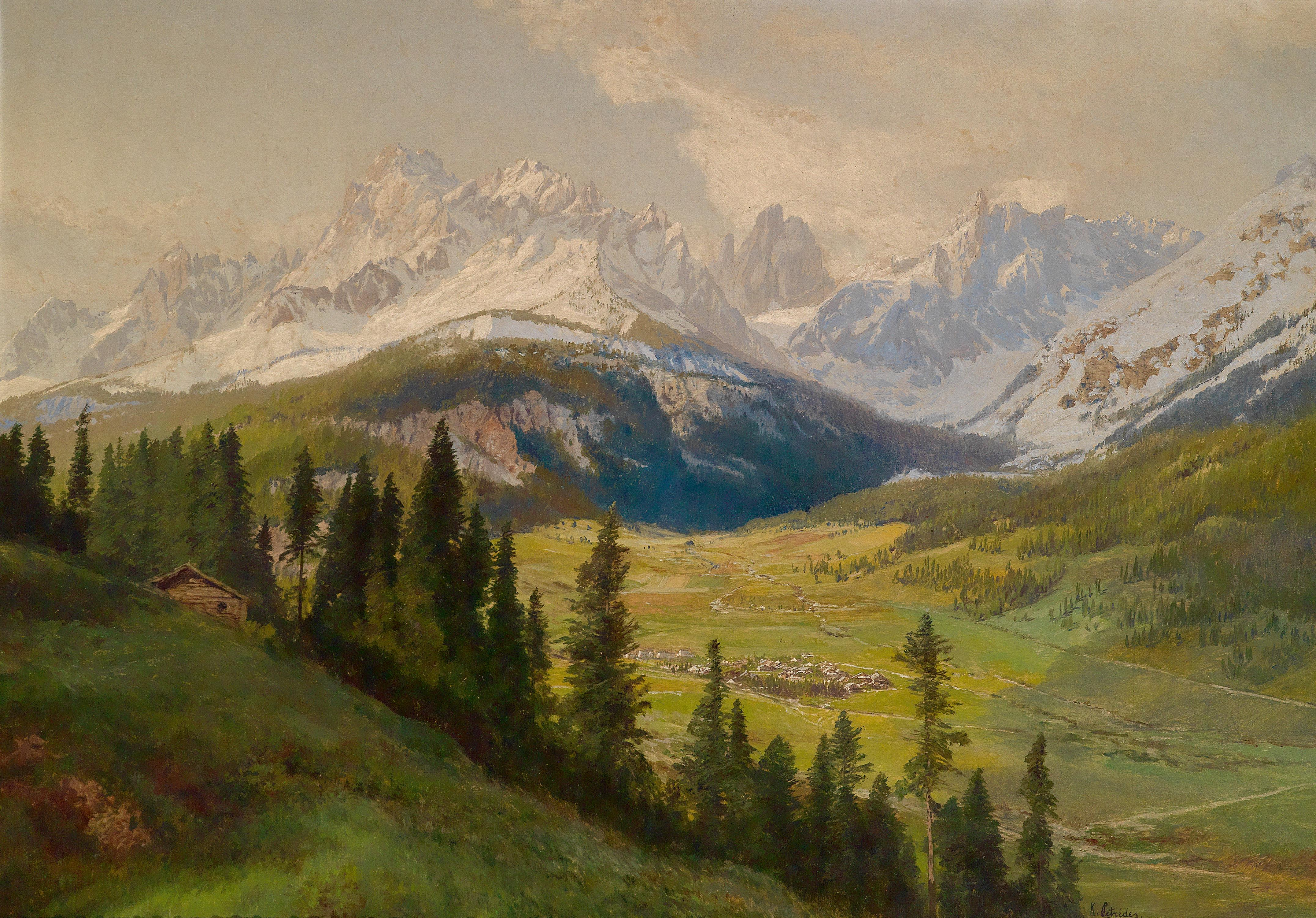
Blick von Norden auf Sexten in den Dolomiten, dahinter im Süden der Zwölfer der Sextner Sonnenuhr, über dem die Sonne täglich zu Mittag steht, wenn der Standort am gleichen Meridian liegt, 12° 22′ Ost.
(Gemälde von Konrad Petrides)

Der Mittag (auch wahrer Mittag) ist astronomisch der Zeitpunkt, an dem der Mittelpunkt der Sonne am Himmel durch den Meridian geht. Dieser Zeitpunkt definiert am jeweiligen Standort die Zeitangabe 12 Uhr wahre Ortszeit (WOZ).
Bei Orten nördlich des nördlichen Wendekreises, z. B. in Europa, steht die Sonne zu diesem Moment genau im Süden und erreicht mit der Mittagshöhe fast genau ihren Tageshöchststand in oberer Kulmination. Dabei hängt der mittägliche Höhenwinkel der Sonne von der geografischen Breite des jeweiligen Standorts und von der Jahreszeit ab.
Zeitangaben wie 12:00 Uhr MEZ oder 13:00 Uhr MESZ geben nicht den astronomischen Zeitpunkt des Mittags an, denn sie beziehen sich auf Zeitzonen und berücksichtigen weder die geografische Länge des Standorts noch die Zeitgleichung. Die jeweilige Abweichung vom wahren Mittag 12h WOZ – wann die Sonne genau im Süden steht – ergibt sich aus
- einer etwaigen Umstellung auf Sommerzeit (MESZ),
- dem Abstand des Standorts zum Längengrad 15° Ost, auf den sich die Zeitzone der mitteleuropäischen Länder (MEZ) bezieht,
- und den im Jahreslauf periodisch schwankenden Differenzen zwischen mittlerer Ortszeit (MOZ) und wahrer Ortszeit (WOZ) mit Beträgen von bis zu 16 Minuten, wie sie durch aktuelle Werte der Zeitgleichung (ZGL) angegeben werden.

Im allgemeinen Sprachgebrauch ist mit Mittagszeit eine Zeitspanne gemeint, die erheblich von der Uhrzeit des wahren Mittags abweichen kann. Während in Görlitz aufgrund seiner Lage nahe dem 15. Längengrad die Sonne am 25. Dezember, zu Weihnachten, ziemlich genau um 12:00 Uhr MEZ im Süden steht, wird im spanischen Madrid am selben Tag der tägliche Sonnenhöchststand erst um 13:15 Uhr MEZ erreicht, etwa 2 Minuten später als im schottischen Edinburgh um 12:13 WEZ.

## Astronomischer Mittag

### Sonnenhochstand zu Mittag
Der Höhenwinkel h der Sonne zu Mittag beziehungsweise deren Zenitdistanz z hängt von der geographischen Breite B des Standortes und der jahreszeitlich schwankenden Deklination δ der Sonne ab:
```
h = 90° − z = 90° - |B − δ|
 (
90° − B
 ist die 
Kobreite
 oder Poldistanz)
```

```
z = 90° − h = |B − δ|
 mit 
−23,45° ≤ δ ≤ +23,45°
```

Für Orte in Äquatornähe zwischen den Wendekreisen (|B| < 23,45°) geht die Sonne zweimal pro Jahr genau durch den Zenit, für Orte innerhalb der Polarkreise ist sie auch zu „Mittag“ tage- bis monatelang unter dem Horizont.
Im Tageslauf ändert sich abhängig vom Tagbogen der Sonnenstand und damit der Schattenwurf. Er ist zu Mittag am kürzesten, da nun die Sonne beim Meridiandurchgang mit der Mittagshöhe auch fast genau ihren Tageshöchststand in oberer Kulmination erreicht. Der Schatten eines Stabes als Zeiger (Gnomon) einer Sonnenuhr weist dann nördlich des nördlichen Wendekreises genau nach Norden, südlich des südlichen Wendekreises genau nach Süden. Zwischen den Wendekreisen hängt es von der Jahreszeit ab, ob der Schatten zu Mittag nach Norden oder Süden fällt.

### Uhrzeit deswahren Mittags
Der Zeitpunkt des astronomischen Mittags, der wahre Mittag, also 12h wahre Ortszeit, hängt zum einen vom Standort und dessen geografischer (genauer: astronomischer) Länge ab. Zum anderen ist bei der Berechnung auch die Zeitgleichung zu berücksichtigen, die den Unterschied zwischen wahrer und mittlerer Ortszeit angibt (ZG = WOZ – MOZ). Diese Differenz schwankt infolge der Ekliptikschiefe und der Ellipsenform der Erdbahn im Laufe eines Jahres mehrfach. Sie beträgt derzeit maximal +16 Minuten, minimal −14 Minuten. Viermal im Jahr ist der Betrag der Zeitgleichung gleich Null und somit MOZ = WOZ; dies war für das Jahr 2019 am 15. April, 13. Juni, 1. September und 25. Dezember der Fall.
Die Veränderungen der Zeitgleichung zum Vortag liegen je unter einer halben Minute und sind kurz nach dem Datum der Wintersonnenwende am stärksten. Um diese Jahreszeit fallen sie gelegentlich auf, denn die lichten Tage sind kurz und die Veränderungen der Tageslichtdauer gering. Da die Zeiten von Sonnenaufgang und -untergang um die Sonnenwende besondere Aufmerksamkeit finden, kann bemerkt werden, dass sie keinen gleichförmigen Verlauf zeigen. Dabei geben auf MOZ bezogene Zeitangaben den frühesten Sonnenuntergang mehrere Tage vor, den spätesten Sonnenaufgang mehrere Tage nach dem Datum der Wintersonnenwende an, dem Tag mit der kürzesten Tageslichtdauer. Immer ist aber der wahre Mittag die Mitte eines lichten Tages.
Konkret lässt sich der wahre Mittag folgendermaßen berechnen:
1. Berechne die Differenz der geografischen Längen des Beobachters und jenes Meridians, für den die Zonenzeit definiert ist; die Mitteleuropäische Zeit ist für MOZ auf 15° östlicher Länge definiert.
2. Da die Erde sich von West nach Ost dreht, erreicht die Sonne ihren Höchststand um so später, je weiter westlich der Beobachtungsort liegt. Weil ein Sonnentag im Mittel 24 Stunden dauert und das Gradnetz der rotierenden Erde in 360 Grad Länge unterteilt wird, ergibt sich ein Unterschied von 4 Minuten pro Längengrad (1°) bzw. von 4 Sekunden pro Bogenminute (1′).
3. Die berechnete Zeitdifferenz ist zu 12:00 Uhr zu addieren, wenn man sich westlich des Meridians der Zonenzeit befindet, andernfalls von 12:00 Uhr abzuziehen.
4. Der aktuelle Wert der Zeitgleichung für den jeweiligen Tag ist Tabellenwerken zu entnehmen oder über eine Formel zu berechnen und von der bereits berechneten Zeit abzuziehen.[1]
5. Wenn die Sommerzeit gilt, ist eine Stunde zu addieren.

Rechenbeispiel für das Stadtzentrum Münchens auf geografischer Länge von 11,6° Ost am 12. Juli 2008 mit Zeitgleichung ZG = −5 Minuten in mitteleuropäischer Sommerzeit: 12:00 Uhr + 0:04h · (15 − 11,6) − (−0:05h) + 1:00h = 13:19 Uhr MESZ.

## Mittagseffekte in der Geophysik
In der Geophysik stehen magnetische und Ladungseffekte der Hochatmosphäre in starker Beziehung zur Tageszeit – beispielsweise
- die magnetische Sq-Variation und
- die Ionen- bzw. Elektronendichte in der Ionosphäre (siehe auch TEC), die kurz nach dem örtlichen Mittag ihr Maximum erreicht und
- auch für den Funkverkehr und die kosmische Geodäsie von Bedeutung ist (z. B. GPS und VLBI, überwacht u. a. durch regelmäßige Messkampagnen des IVS).

## Mittag in Gesellschaft und Kultur

### Mittag in gesellschaftlicher Regel
Allgemein ist Mittag oder Mittagszeit gebräuchlich mit oft nur ungefähr bestimmtem Begriff für ein intuitives Zeitintervall, zum Beispiel zwischen 12 Uhr und 14 Uhr. Insbesondere in heißen Gegenden umfasst dieser Zeitraum die Mittagsruhe oder Siesta. Doch kann „Mittag“ auch eine genaue Uhrzeit bedeuten, zum Beispiel 12:00 Uhr, oder ein festes Zeitintervall, beispielsweise für die Mittagspause. In dieser Weise wird mittags etwa bei der Angabe von Schließungs- und Öffnungszeiten gebraucht, ähnlich wie im englischsprachigen Raum noon für Mittag (open: noon – 7 p.m.). Die um die Mittagszeit eingenommene Mahlzeit wird Mittagessen genannt.
Die frühere öffentliche Zeitmessung wurde überwiegend auf der Grundlage astronomischer Zeitbestimmungen geregelt. Zumeist wurde hierfür auf den aktuellen Sonnenstand Bezug genommen, wofür es u. a. sogenannte Mittagskanonen gab. In zahlreichen Orten war ein Mittagsläuten üblich.

### Kulturelle Rezeption des Mittags
In der griechischen Mythologie ist der Mittag auch die Zeit, zu der der Hirtengott Pan mit Vorliebe erscheint. Die Mittagsstunde wird deswegen auch „Stunde des Pan“ oder „Pansstunde“ genannt.